# Obbe Philips
Obbe Philips (* um 1500 in Leeuwarden; † 1568) war zusammen mit seinem Bruder Dirk Philips einer der ersten Führer der niederländischen Täuferbewegung. Nach ihm nannten sich viele Täufer Obbeniten. Aus den Obbeniten gingen schließlich die nach Menno Simons benannten Mennoniten hervor.

## Leben
Obbe Philips studierte Medizin und praktizierte ab 1530 als Arzt in Leeuwarden, wo er mit den Ideen der Reformation in Berührung kam. Wahrscheinlich hat er hier 1531 auch die Hinrichtung des Täufers Sikke Freriks miterlebt, die auch bei Menno Simons einen tiefen Eindruck hinterlassen hatte. Unter dem Einfluss von Melchior Hofmann und Jan Matthys schloss er sich 1533 selbst der Täuferbewegung an und ließ sich im November (Dezember ?) 1533 von Bartel Boeckbinder taufen. Bereits einen Tag nach seiner Taufe wurde er zum Ältesten der Bruderschaft ordiniert. Bald jedoch musste Obbe nach Amsterdam fliehen. Später hielt sich Obbe auch in Delft und Groningen auf. Auch in Rostock und Schwerin war Obbe aktiv. Um 1535 wurde wahrscheinlich Menno Simons von Obbe Philips getauft.
Obbe Philips hat sich schon früh von den Täufern von Münster um Jan Matthys distanziert. Wie Menno Simons vertrat Philips eine bewusst pazifistische Theologie und knüpfte so an die Ideen der Stäbler an. Wie bald Menno Simons sammelte Obbe Philips die stillen Täufer und wurde so zum Mitbegründer der Mennoniten.
Obbe Philips leitete die niederländische Täuferbewegung bis etwa 1540. Nach 1540 löste sich Philips wieder von den Täufern. Um 1560 schrieb Philips seine Bekenntnisse, in denen er unter anderem vor falschen Propheten warnt, was sich vor allem gegen die Täufer von Münster richtete. Obbe Philips starb 1568. Seine Bekenntnisse wurden 1584 nach seinem Tod in Amsterdam gedruckt.

## Schriften
- Bekenntnisse, Amsterdam 1584